# Langtauferer Spitze
La Langtauferer Spitze, ou Punta di Vallelunga en italien, est une montagne qui s’élève à 3 526 ou 3 528 m d’altitude dans les Alpes de l'Ötztal, à la frontière entre l'Autriche et l'Italie.